# A Decade of Destruction
A Decade of Destruction — перша збірка американського хеві-метал гурту «Five Finger Death Punch», представлена 1 грудня 2017 року під лейблом Prospect Park. 27 жовтня 2017 року гурт випустив «Trouble», першу з двох нових пісень, що увійшли до альбому.

## Передісторія
27 жовтня 2017 року веб-сайт «Metal Injection» повідомив, що барабанщик та автор гурту Джеремі Спенсер заявив «Razor 94.7»: «Здається, це тільки почалося, хоча пройшло вже 10 років. Ми завжди закутані в наш вакуум у нашому коконі повсякденного життя. Тож ми не звертаємо на це уваги, і тепер ми думаємо: „у нас же є найкращі хіти“. І представники лейблу погодились, що настав правильний час. Тож ми подумали: „Круто, давайте ще додамо кілька нових пісень“. І тепер це класний набір… Обкладинка справді радує. Це круто».

## Список пісень
| #       | Назва                                               | Оригінальний альбом                                               | Тривалість |
| ------- | --------------------------------------------------- | ----------------------------------------------------------------- | ---------- |
| 1.      | «Trouble»                                           | Раніше не видана                                                  | 3:12       |
| 2.      | «Gone Away» (кавер The Offspring)                   | Раніше не видана                                                  | 4:35       |
| 3.      | «Lift Me Up» (за уч. Роба Гелфорда із Judas Priest) | The Wrong Side of Heaven and the Righteous Side of Hell, Volume 1 | 4:06       |
| 4.      | «Wash It All Away»                                  | Got Your Six                                                      | 3:45       |
| 5.      | «Bad Company» (кавер Bad Company)                   | War Is the Answer                                                 | 4:22       |
| 6.      | «Under and Over It»                                 | American Capitalist                                               | 3:38       |
| 7.      | «Wrong Side of Heaven»                              | The Wrong Side of Heaven and the Righteous Side of Hell, Volume 1 | 4:31       |
| 8.      | «House of the Rising Sun» (кавер народної пісні)    | The Wrong Side of Heaven and the Righteous Side of Hell, Volume 2 | 4:07       |
| 9.      | «I Apologize»                                       | Got Your Six                                                      | 4:03       |
| 10.     | «The Bleeding»                                      | The Way of the Fist                                               | 4:28       |
| 11.     | «Jekyll and Hyde»                                   | Got Your Six                                                      | 3:26       |
| 12.     | «Remember Everything»                               | American Capitalist                                               | 4:38       |
| 13.     | «Coming Down»                                       | American Capitalist                                               | 4:01       |
| 14.     | «My Nemesis»                                        | Got Your Six                                                      | 3:35       |
| 15.     | «Battle Born»                                       | The Wrong Side of Heaven and the Righteous Side of Hell, Volume 2 | 3:43       |
| 16.     | «Far from Home»                                     | War Is the Answer                                                 | 3:32       |
| 1:03:44 |                                                     |                                                                   |            |

## Учасники запису
- Іван Муді — вокал
- Золтан Баторі — ритм-гітара
- Джеремі Спенсер — ударні, перкусія
- Джейсон Гук — соло-гітари, бек-вокал (треки 1–9, 11–16)
- Кріс Кель — бас, бек-вокал (треки 1–4, 6–9, 11–15)
- Метт Снелл — бас, бек-вокал (треки 5, 10, 16)
- Даррелл Робертс — гітари у «The Bleeding»
- Урош Расковскі — соло на гітарі у «The Bleeding»

## Чарти
| Чарт (2017–18)                               | Найвища позиція |
| -------------------------------------------- | --------------- |
| Австралія Australian Albums (ARIA)           | 30              |
| Австрія Austrian Albums (Ö3 Austria)         | 52              |
| Канада Canadian Albums (Billboard)           | 30              |
| Німеччина German Albums (Offizielle Top 100) | 36              |
| New Zealand Heatseeker Albums (RMNZ)         | 2               |
| Шотландія Scottish Albums (OCC)              | 85              |
| Швеція Swedish Albums (Sverigetopplistan)    | 45              |
| Велика Британія UK Albums (OCC)              | 97              |
| США Billboard 200                            | 29              |
| США Top Rock Albums (Billboard)              | 2               |

| Чарт (2018)                    | Позиція |
| ------------------------------ | ------- |
| US Billboard 200               | 81      |
| US Top Rock Albums (Billboard) | 7       |

| Чарт (2019)                    | Позиція |
| ------------------------------ | ------- |
| US Billboard 200               | 171     |
| US Top Rock Albums (Billboard) | 24      |

| Чарт (2020)                    | Позиція |
| ------------------------------ | ------- |
| US Billboard 200               | 167     |
| US Top Rock Albums (Billboard) | 19      |

| Чарт (2021)                    | Позиція |
| ------------------------------ | ------- |
| US Top Rock Albums (Billboard) | 30      |

### Сингли
| Назва     | Рік  | Найвища позиція | Найвища позиція | Найвища позиція | Найвища позиція |
| Назва     | Рік  | US Main.        | US Rock         | US Rock Air.    | US Rock Digi.   |
| --------- | ---- | --------------- | --------------- | --------------- | --------------- |
| Trouble   | 2017 | 5               | 10              | 35              | 4               |
| Gone Away | 2017 | 2               | 9               | 18              | 4               |

## Сертифікації
| Регіон                                                      | Сертифікація | Продажі |
| ----------------------------------------------------------- | ------------ | ------- |
| Велика Британія (BPI)                                       | Срібний      | 60 000  |
| продажі+прослуховування, що базуються лише на сертифікаціях |              |         |